# Baltasar Bibiloni i Llabrés
Baltasar Bibiloni i Llabrés (Binissalem, 6 de juny de 1936) Compositor, pedagog i director de cors mallorquí.
Estudià magisteri a l'Escola Normal de Magisteri de València i música aconseguint el títol de professor superior de pedagogia musical i de piano al Conservatori Superior de Música de València. Va ampliar estudis de cant coral a Lleida i a Vaison-la-Romaine, i de pedagogia musical a Bilbao, Valladolid, Madrid i Kecskemét (Hongria). Fou professor de música de l'Escola de Magisteri Alberta Giménez, I Montision de Palma. El 1976 s'incorporà com a professor a l'Escola Normal de Magisteri de Palma i el 1986 fou nomenat director de l'Escola Universitària de Formació del Professorat d'aquesta ciutat. Posteriorment ocupà el càrrec de vicedegà de la Facultat d'Educació de la Universitat de les Illes Balears.
Ha estat impulsor de diverses iniciatives per a la promoció de l'educació musical i un gran dinamitzador del cant coral a Mallorca on ha fundat i dirigit diverses com ara la Coral de Sineu (1972-78), la coral L'Aubada de Col·legi Montesion de Palma (1974-1978), el Cor Cantilena (1991-93) i l'Escolania dels Blauets de Lluc, (1993-2001).
Com a compositor de música coral destaquen: Cinc cançons mallorquines (1980), 20 cançons tradicionals per a cor de veus blanques i piano (1996), Set poemes de Llorenç Moyà (1997), Cantata de la Fosca i de la Llum (1999), dedicada al Cor Montserrat de Terrassa, i Transatlàntida (2001), cantata per a cor infantil i orquestra, encarregada i estrenada pel Secretariat de Corals Infantils de Catalunya en el seu trenta-cinquè aniversari.